# Wiktor Płakida
Wiktor Tarasowycz Płakida (ukr. Віктор Тарасович Плакіда) (ur. 2 sierpnia 1956 w Krasnym Łuczu w obwodzie ługańskim) — ukraiński inżynier i samorządowiec, od 2006 do 2010 premier Republiki Autonomicznej Krymu.
W 1979 ukończył Leningradzki Instytut Politechniczny, po czym pracował jako inżynier m.in. w leningradzkim zakładzie "Mezon". Od 1980 do 2003 zatrudniony jako starszy i główny inżynier oraz dyrektor zakładów "Krymenergo" w Teodozji. Od 2004 stał na czele krymskiego oddziału przedsiębiorstwa państwowego "Ukrenergo".
W 1990 został wybrany deputowanym ludowym rejonu lenińskiego XXI kadencji (do 1995). W latach 2002—2006 zasiadał w Radzie Miejskiej Teodozji. W maju 2006 został wybrany premierem Republiki Autonomicznej Krymu. Posiada stopień naukowy kandydata nauk ekonomicznych.